# Mathilde von Brabant

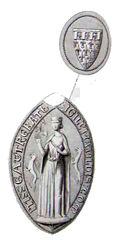

Mathilde von Brabant (* 1224; † 29. September 1288) war durch ihre Ehen eine Gräfin von Artois und Saint-Pol. Sie war eine Tochter des Herzogs Heinrich II. von Brabant und der Maria von Staufen, einer Tochter des römisch-deutschen Königs Philipp von Schwaben.
Sie wurde am 14. Juni 1237 in Compiègne mit dem Grafen Robert I. von Artois verheiratet, der ein Bruder des französischen Königs Ludwig IX. des Heiligen war. Am 25. August 1248 verabschiedete sie ihren Mann in Aigues-Mortes zum Kreuzzug nach Ägypten (Sechster Kreuzzug), reiste selbst aber nicht mit, da sie noch schwanger war. Nachdem ihre Tochter geboren war, reiste sie dem Heer nach Zypern nach und nahm am restlichen Kreuzzug bis 1254 teil. Mathildes Teilnahme an diesem Unternehmen wird häufig übersehen, da sie in allen großen Chroniken dieser Zeit keine Erwähnung fand. Ihre Anwesenheit bei der Eroberung von Damiette im Juni 1249 ist lediglich aus einem Brief des königlichen Kämmerers Jean de Beaumont zu entnehmen. Ihr Ehemann fiel am 8. Februar 1250 bei den Kämpfen um al-Mansura, im September desselben Jahres gebar Mathilde im heiligen Land ihren gemeinsamen Sohn Robert.
Mathilde heiratete auf der Rückreise aus dem Orient um den Mai 1254 in Neapel den Grafen Guido II. von Saint-Pol aus dem Hause Châtillon. Kurz vor ihrem Tod zog sie sich in die Abtei Cercamp zurück, wo sie auch bestattet wurde.

## Kinder
Aus ihrer ersten Ehe mit Graf Robert I. von Artois:
- Blanche (* 1248; † 2. Mai 1302)
  - ⚭ 1269 mit König Heinrich I. von Navarra († 1274)
  - ⚭ 1276 mit Edmund Crouchback († 1296), Earl of Lancaster, Cornwall und Leicester
- Robert II. (* September 1250; † 11. Juli 1302 gefallen in der Sporenschlacht), Graf von Artois

Aus ihrer zweiten Ehe mit Graf Guido II. von Saint-Pol:
- Hugo II. von Châtillon († 1307), 1292 Graf von Blois und Dunois
- Guido III von Châtillon († 1317), Graf von Saint-Pol
- Jacques de Châtillon († 11. Juli 1302 gefallen in der Sporenschlacht), Herr von Leuze, Condé etc.
- Beatrix († 1304), ⚭ Graf Johann II. von Eu
- Johanna, ⚭ Guillaume III. de Chauvigny, Herr von Châteauroux